# 2011년 LG 트윈스 시즌
2011년 LG 트윈스 시즌은 LG 트윈스가 KBO 리그에 참가한 22번째 시즌이며, MBC 청룡 시절까지 합하면 30번째 시즌이다. 박종훈 감독이 팀을 이끈 마지막 시즌으로, 박용택이 주장을 맡았다. 팀은 8팀 중 정규시즌 공동 6위에 그쳐 9년 연속 포스트 시즌 진출 실패했다.(시즌 성적은 59승 72패를 망신 당하게 666858766으로 늘렸다.)

## 타이틀
- KBO 사랑의 골든글러브: 박용택
- 일구상 신인상: 임찬규
- 조아제약 프로야구대상 신인상: 임찬규
- 조아제약 프로야구대상 조아바이톤상: 이병규 (1974년)
- 스포츠토토 올해의 성취상: 박현준
- 카스포인트 어워즈 신인 최다 카스포인트: 임찬규
- 카스포인트 어워즈 치어리더상: LG 트윈스 치어리더팀
- 프로야구 30주년 Legend All-Star BEST 10: 김재박 (유격수)
- 스포츠조선 선정 프로야구 30년 베스트10: 김재박 (유격수)
- 올스타 선발: 조인성 (포수), 이병규 (1974년) (외야수), 이진영 (외야수), 박용택 (지명타자)
- 올스타전 추천선수: 박현준, 주키치, 정성훈
- 미스터올스타: 이병규 (1974년)
- 올스타전 승리팀상: 웨스턴리그
- 스포츠조선 선정 구단 사상 용병 베스트 3: 해리거 (1위), 페타지니 (2위), 옥스프링 (3위)
- 컴투스프로야구 트레이드 사가 라인업: 송신영 (마무리투수)
- 출장(투수): 이상열 (77)
- 선발 출전(야수): 정성훈 (123)
- 선발등판: 주키치 (31)
- 구원등판: 이상열 (77)
- 이닝: 주키치 (187.2)
- 구원승: 임찬규 (9)
- 견제 아웃: 리즈 (5)

### 퓨처스리그
- 퓨처스 올스타전 MVP: 김재율
- 퓨처스 올스타: 김지용, 유강남, 김재율, 백진우
- 3루타: 이민재 (13)
- 사구: 유강남 (21)

## 선수단
- 선발투수: 주키치, 리즈, 박현준, 심수창, 김광삼, 김성현, 봉중근
- 구원투수: 한희, 김선규, 신정락, 임찬규, 최성민, 이상열, 오상민, 이범준, 경헌호, 양승진, 박건우, 유원상, 김기표, 이동현
- 마무리투수: 송신영, 이대환, 김광수, 이대진, 최인영
- 포수: 조인성, 김태군, 심광호
- 1루수: 이택근, 서동욱, 손인호, 김재율, 박병호
- 2루수: 김태완, 백진우
- 유격수: 박경수, 오지환, 윤진호
- 3루수: 정성훈, 정병곤
- 좌익수: 이병규 (1974년), 정의윤
- 중견수: 이대형, 정주현, 양영동
- 우익수: 이진영, 황선일
- 지명타자: 박용택, 이병규 (1983년), 윤요섭, 유강남, 이시찬

## 여담
- 최인영은 이 시즌 1군에 데뷔하여 KBO 리그 역대 1군 출전 선수 중 첫 유원대학교 출신 투수가 되었다.
- 박현준, 리즈, 주키치가 두 자릿수 선발승을 달성했는데, LG 트윈스에서 투수 3명이 두 자릿수 선발승을 올린 것은 21세기 들어 처음 있는 일이었다.
- 임찬규는 이 시즌까지 통산 9구원승을 기록하여 2013년 이후 KBO 리그 역대 10대 투수 최다 기록을 세웠다.
- 2012 2차 드래프트 1라운드에서 김일경을 지명하여 구단 사상 최초의 2차 드래프트 지명자가 되었다.